# ماتياس ألونسو رويز
ماتياس ألونسو رويز (بالإسبانية: Matías Alonso Ruiz)‏ هو ضابط وشخصية أعمال وسياسي إسباني، ولد في 8 أبريل 1952 في إسبانيا. حزبياً، نشط في المواطنون (حزب سياسي إسباني) (2006 – ).

## مناصب
- في 2017 Catalan regional election [الإنجليزية]‏، انتخب عضو البرلمان الكاتالوني ‏ عن دائرة Tarragona (Parliament of Catalonia constituency) [الإنجليزية]‏ وقد انضم خلال فترته النيابية [الإنجليزية]‏ (17 يناير 2018 – )  للكتلة البرلمانية Citizens Group of the Parliament of Catalonia ‏.
- في الانتخابات البرلمانية الكاتالونية 2015، انتخب عضو البرلمان الكاتالوني ‏ عن دائرة Tarragona (Parliament of Catalonia constituency) [الإنجليزية]‏ وقد انضم خلال فترته النيابية  [لغات أخرى]‏ (26 أكتوبر 2015 – 28 أكتوبر 2017)  للكتلة البرلمانية Citizens Group of the Parliament of Catalonia ‏.
- في الانتخابات البرلمانية الكاتالونية 2012 [الإنجليزية]‏، انتخب عضو البرلمان الكاتالوني ‏ عن دائرة Tarragona (Parliament of Catalonia constituency) [الإنجليزية]‏ وقد انضم خلال فترته النيابية  [لغات أخرى]‏ (17 ديسمبر 2012 – 4 أغسطس 2015)  للكتلة البرلمانية Citizens Group of the Parliament of Catalonia ‏.
- انتخب  (2010 – 28 يناير 2017).